# Buggenhagen (Adelsgeschlecht)

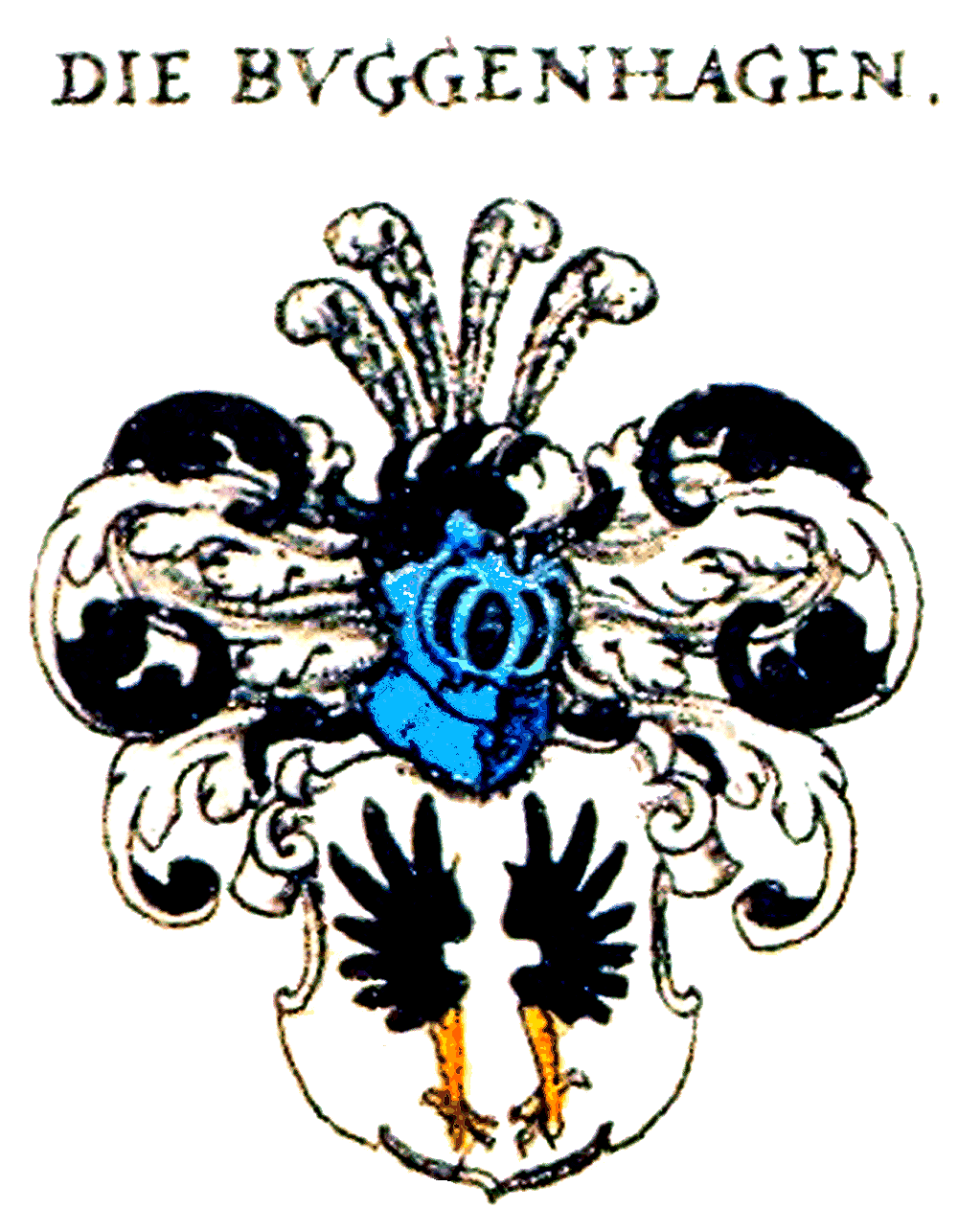
Wappen derer von Buggenhagen

Die Familie Buggenhagen, auch Bugenhagen, ist ein erloschenes altes pommersches Adelsgeschlecht. Die Familie gehörte zum Uradel in Vorpommern und gelangte später auch in Mecklenburg und der Niederlausitz zu Besitz und Ansehen.

## Geschichte

### Herkunft

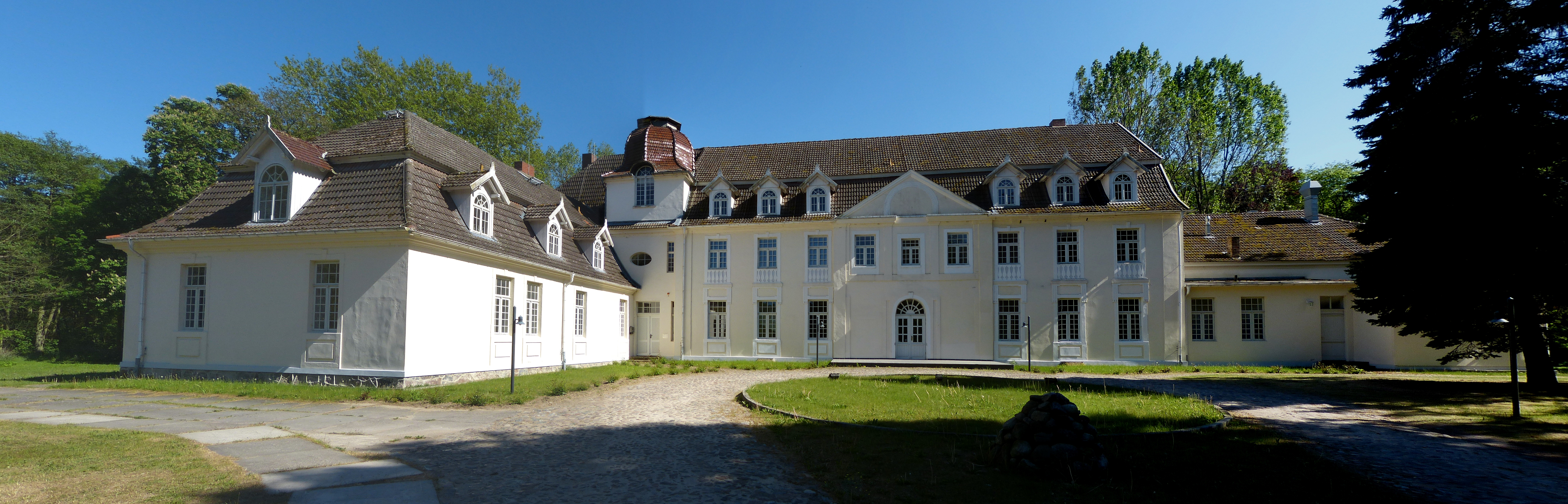
Herrenhaus Buggenhagen

Das Geschlecht wird am 21. Februar 1284 mit miles (Ritter) Wedego de Bucgenhaghen erstmals urkundlich erwähnt. 1291 erscheinen die Brüder und Ritter Wedego, Detlevus und Bernardus de Buggenhaghen in einer Urkunde. Die Herren von Buggenhagen gehörten zu den Schlossgesessenen in Pommern.
Buggenhagen, das namensgebende Stammhaus der Familie, ist heute eine Gemeinde im Lassaner Winkel im Landkreis Vorpommern-Greifswald. Die Ortschaft erscheint bereits im Jahre 1250 erstmals urkundlich.

### Ausbreitung und Linien
Noch während des 14. Jahrhunderts teilten sich das Geschlecht in die zwei Hauptstämme zu Nehringen-Broock und zu Buggenhagen. Der erste Stamm erhielt Mitte des 14. Jahrhunderts (1357) das Landmarschallsamt im Herzogtum Pommern sowie 1519 das Erbmarschallsamt in den Ländern Rügen und Barth. Der Stamm erlosch 1652 mit dem Tod des Hofmarschalls Andreas von Buggenhagen (1583–1652). Nach dem Aussterben des ersten Nehringen-Brockschen Stammes konnten dessen ausgedehnte Güter, auf Grund der enormen Schuldenlast während des Dreißigjährigen Krieges, nicht vom zweiten Buggenhagenschen Stamm eingelöst werden. Die Besitzungen fielen in fremde Hände. Das kam aber vor allen Dingen dadurch, dass das Gericht die Klage des zweiten Stammes abwies, weil die Lehnvergabe zur gesamten Hand und auch die sichere Abstammung von den gleichen Stammvätern nicht zweifelsfrei nachgewiesen werden konnte.
Frühe Besitzungen der ersten genealogischen Linie

Zu den Besitzungen des ersten Stammes gehörten: Nehringen, Glewitz, Durow, Bassendorf, Besekow, Bauersdorf, Langenfelde, Camper, Jankendorf, Medrow, Tellin, Sieden-Büssow, Broock, Bokholz, Hohen-Büssow, Zarnekow, Pustow, Damerow, Vierow, Böken, Rothemühl und Zarnewanz. Einige wichtige Besitzungen, darunter auch der Hauptsitz Broock, wurden bereits zur Lebzeit des letzten des Stammes 1631 veräußert, weil die Schuldenlasten zu hoch waren.
Die zweite genealogischen Linie

Aus dem zweiten Stamm ist erst ab 1540 ein Buggenhagen mit Vornamen bekannt, es war Joachim Buggenhagen (* 1540; † 1600) mit Erwähnung 1592 im Kontext der Vita des pommerschen Herzogs Ernst Ludwig. Buggenhagens Sohn Henning, seit 1602 im Besitz der Güter, veräußerte 1631 das Gut Regezow auf Usedom und behielt nur Buggenhagen mit den umliegenden Pertinenzen. Kurzzeitig war das Gut seit 1681 an einen Onkel aus der Familie von Normann verpfändet. Erst Ernst Christoph von Buggenhagen (* 1678; † 1741) konnte 1721 das Gut Buggenhagen als auch das lange veräußerte Regezow (Vorbehalt des Wiederkaufs) einlösen bzw. zurückkaufen. Unter seinen Söhnen gab es 1743 eine Besitzteilung, Jürgen Ernst (* 1715; † 1784) erhielt Buggenhagen und Johann Christoph (* ; † 1759) erhielt Regezow, das er aber schon 1747 mit Genehmigung seines Bruders an von Steding verkaufte. Er hatte auch die Prozesse wegen des Erbes der Nehringer Güter des ersten Stammes angestrengt, aber verloren. Er fiel als preußischer Hauptmann im Siebenjährigen Krieg. Der Bruder Jürgen Ernst war Königlich Schwedischer Landrat und Kurator der Universität Greifswald und hielt den Stammsitz Buggenhagen. Sein Sohn Ernst Christoph von Buggenhagen (* 1733) trat 1784 seine Nachfolge an, sowohl beim Gut, als auch in den Funktionen als Königlich Schwedischer Landrat, Commandeur des Wasa-Ordens und Kurator der Universität Greifswald. Er heiratete Herzogin Carolina von Mecklenburg, hatte mit ihr aber keine Kinder. Er konnte aber den Besitz vergrößern, er kaufte Papendorf und Walendow, musste sie aber kurze Zeit später wieder veräußern, kann dadurch aber Jahre später Klotzow und Wangelkow erwerben. Wegen seiner Kinderlosigkeit setzt er seinen Vetter Ernst Friedrich Bernhard von Buggenhagen (* 1764; † 1823) auf Dambeck als Erben ein. Dieser war ein Sohn von Friedrich Gerd Felix von Buggenhagen († 1803)
Ernst Friedrich Bernhard hatte drei Söhne:
- Carl Felix Bernhard (* 1788; † 1844), hatte Dambeck wieder erworben und erhielt jetzt Stammgut Buggenhagen. Nach seinem Tod fiel das Majorat an seinen 2. Sohn Hermann Adolf Wilhelm Albrecht (* 1813; † 1861)
- Ernst Ludwig Christoph Carl Conrad Gustav (* 1802) erhielt 1830 die Güter Klotzow und Wangelkow, diese gab er 1856 an Sohn Wilhelm Carl Felix Friedrich Bernhard (* 1832)
- Leopold Philipp Gustav Franz Ulrich Carl (* 1805) erhielt 1823 ein Geldfideicommiß von 20.000 Thaler Pomm. Courant. Damit wurde das Gut Züssow angekauft. Als er 1860 starb, hatte seine Frau den Nießbrauch, als sie starb, fiel Züssow an das Majorat Buggenhagen.[8]

Damit verblieben zwei Buggenhagensche Sitze in Vorpommern:
- Buggenhagen mit den Pertinenzen Silberkuhl und Züssow
- Klotzow mit Pertinenz Wangelkow

Zusammenfassung

Den zweiten Stamm der Buggenhagen bildeten Ernst Friedrich Bernhard von Buggenhagen, Sohn von Friedrich Gerd Felix von Buggenhagen († 1803) und Julius Ernst von Buggenhagen, der Sohn von Julius Ulrich von Buggenhagen († 1763), die den Stamm der Buggenhagen in zwei Linien teilten.

#### Die erste Linie ab dem 18. Jahrhundert

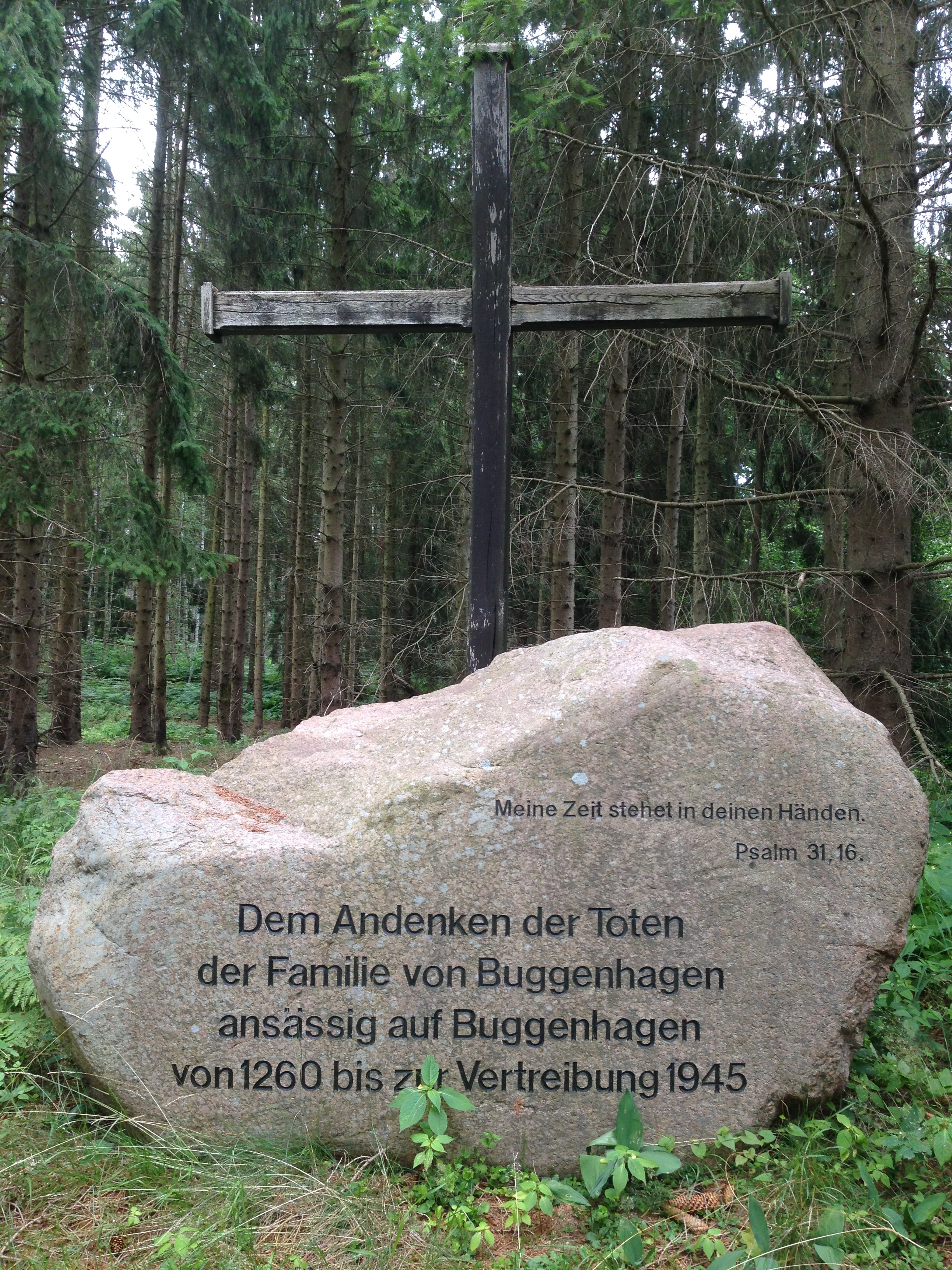
Gedenkstein der Familie im Wald von Buggenhagen (2022)

Ernst Friedrich Bernhard von Buggenhagen (* 1764; † 1823), Herr auf Dambeck, Buggenhagen, Klotzow und Wangelkow (beide sind heute Ortsteile von Buggenhagen), war der Begründer der ersten Linie zu Buggenhagen. Sein Sohn Karl Felix Bernhard von Buggenhagen (* 1788) stand in königlich schwedischen Diensten, starb 1824 als Majoratsherr auf Buggenhagen, Willerswalde (heute Ortsteil von Süderholz) im ehemaligen Landkreis Grimmen, sowie auf Dambeck (heute Ortsteil von Groß Kiesow) und Pamitz (heute Ortsteil von Klein Bünzow) im ehemaligen Landkreis Greifswald.
Sein Enkel Otto Ernst Felix von Buggenhagen (* 1839; † 1888), der Sohn von Hermann Adolf Wilhelm von Buggenhagen (* 1813; † 1878) und dessen Frau Klara geborene Freiin von Klot-Trautvetter (* 1818; † 1890), Majoratsherr auf Buggenhagen und Züssow, war königlich preußischer Major und zuletzt Eskadronchef im Brandenburgischen Husarenregiment von Zieten. Sein Onkel väterlicherseits Degener Bernhard Leonhard Ludwig von Buggenhagen (* 1817), Herr auf Dambeck, starb 1886 als königlich preußischer Kammerherr, Kreisdeputierter sowie Rechtsritter des Johanniterordens. Er hinterließ aus seiner 1840 geschlossenen Ehe mit Emme Karoline Sophie Wilhelmine von Luck und Witten zwei Söhne und eine Tochter. Mathilde Laura von Buggenhagen (* 1844), die Tochter des Paares, heiratete 1858 den königlich preußischen Kammerherrn Felix Wilhelm Leonard Graf von Behr († 1894), Nutznießer des Fideikommiss Bandelin mit Stresow (heute Ortsteil von Behrenhoff) und Hohenmühl bei Helmshagen im Landkreis Greifswald, sowie Herr auf Schleptow, Kiesow, Groß- und Kleinbestland.
Rudolf Friedrich Ferdinand von Buggenhagen (* 1827; † 1870), ebenfalls ein Enkel des Begründers der ersten Linie und Sohn von Karl Felix Bernhard, wurde Plantagenbesitzer auf der Insel Banda Neira in Ostindien. Er heiratete 1869 in Manado in zweiter Ehe Friederike Schütz. Sie hatten drei Söhne, von denen der älteste Kurt von Buggenhagen (* 1867) die Plantage auf Banda Neira weiterführte.
Besitzungen im 20. Jahrhundert

Die letzten Trägerinnen des Namens Buggenhagen war Marielies von Buggenhagen (* 1918 auf Buggenhagen; † 2012 in Bremen) und ihre nächstjüngere Schwester, Ruth-Erika Fürstin zu Löwenstein-Wertheim-Freudenberg, geborene von Buggenhagen-Buggenhagen (* 1922 auf Buggenhagen; † 2009 in Kreuzwertheim). Der einst vorgesehene Erbe des Stammgutes Buggenhagen, Hans Bernd (* 1916) fiel als Leutnant einer Aufklärungsabteilung im Sommer 1941 an der Ostfront.
Das Gut Dambeck hatten die Buggenhagen bis 1904, das Gut Züssow bis 1935. Des Weiteren kam das Gut Vorwerk bei Lassan des Bernhard von Buggenhagen-Willerswalde (* 1815; † 1866) bis zur Bodenreform hinzu. Erbe war vormals Leutnant a. D. Arnold von Buggenhagen, dann bis nach 1921 seine aus Berlin stammende Witwe Anna, geborene Woywod. Zuletzt, nach 1939, wurde Vorwerk für eine Erbengemeinschaft durch einen eingesetzten Administrator geführt.

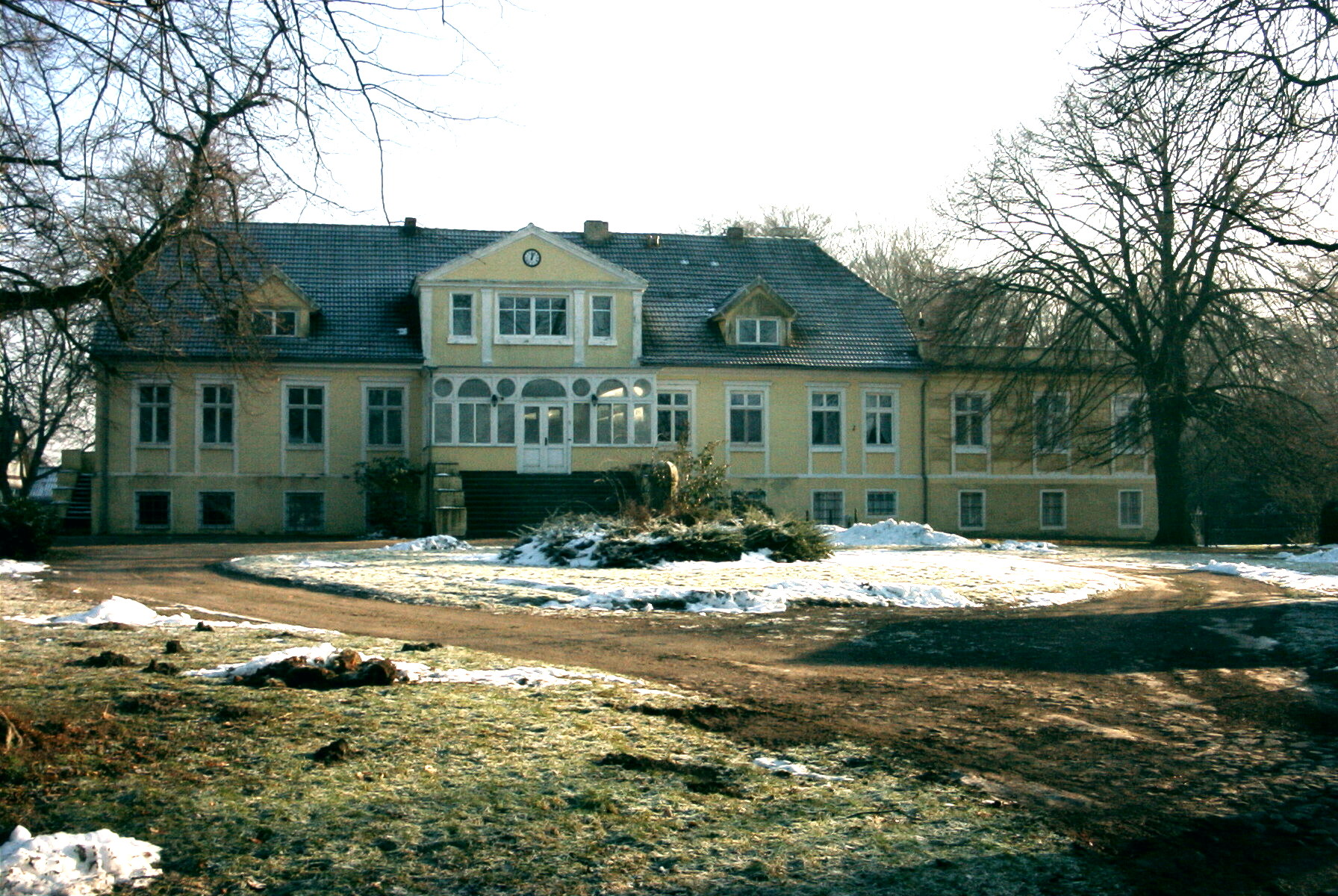
Gutshaus Dambeck bis 1904
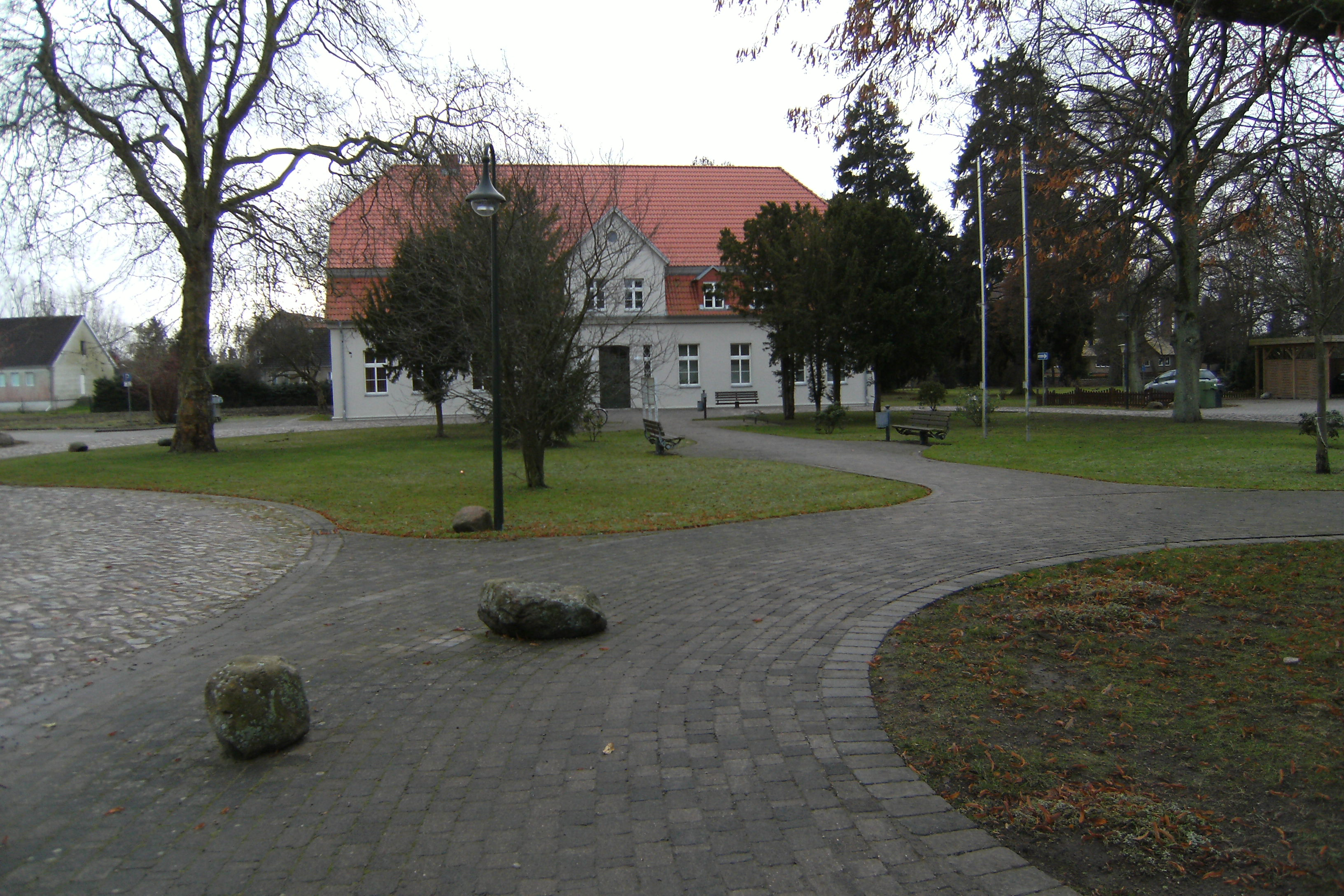
Gutshaus Züssow bis 1935

#### Die zweite Linie ab dem 18. Jahrhundert
Julius Ernst von Buggenhagen (* 1736; † 1806) war der Stifter der zweiten Linie zu Bärenkamp. Julius Ernst war Herr auf Papitz und Ruben (heute Ortsteil von Werben) in der Niederlausitz, Bärenkamp im Klevischen sowie Huyssen in Hannover. Er stand in königlich preußischen Diensten, wurde 1777 Präsident der Kriegs- und Domänenkammer in Kleve und 1795 für kurze Zeit Staatsminister im Generaloberfinanz- und Kriegscollegium. Aus seinen beiden Ehen kamen ein Sohn und drei Töchter.
Sein Sohn aus erster Ehe mit Maria Angelika Henrietta Digeon von Monteton (* 1749; † 1823), Julius Heinrich von Buggenhagen (* 1768; † 1827), war königlich preußischer Kriegs- und Landrat im Landkreis Duisburg. Er hatte aus zwei Ehen fünf Söhne, von denen Heinrich Ferdinand von Buggenhagen († 1808) am 25. Juni 1806 von Joachim, Großherzog von Berg, eine Adelslegitimation erhielt. Seine Tante Ernstine Ulrike Elenore von Buggenhagen (* 1798; † 1872), eine Halbschwester seines Vaters, heiratete den königlich preußischen Oberstleutnant Friedrich Ludwig von Esbeck (1863). Nach dem Gothaischen Genealogischen Taschenbuch ist die Tochter der Familie Julius Melchior von Buggenhagen (* 1811; † 1890) auf Bärenkamp und seiner Ehefrau Auguste Geyer, Anna von Buggenhagen (* 1841; † 1906), verheiratet mit dem Oberst Alfred von Uechtritz (* 1822; † 1896), das letzte Mitglied der zweiten Linie. Das Ehepaar hatte zwei Töchter.

## Wappen

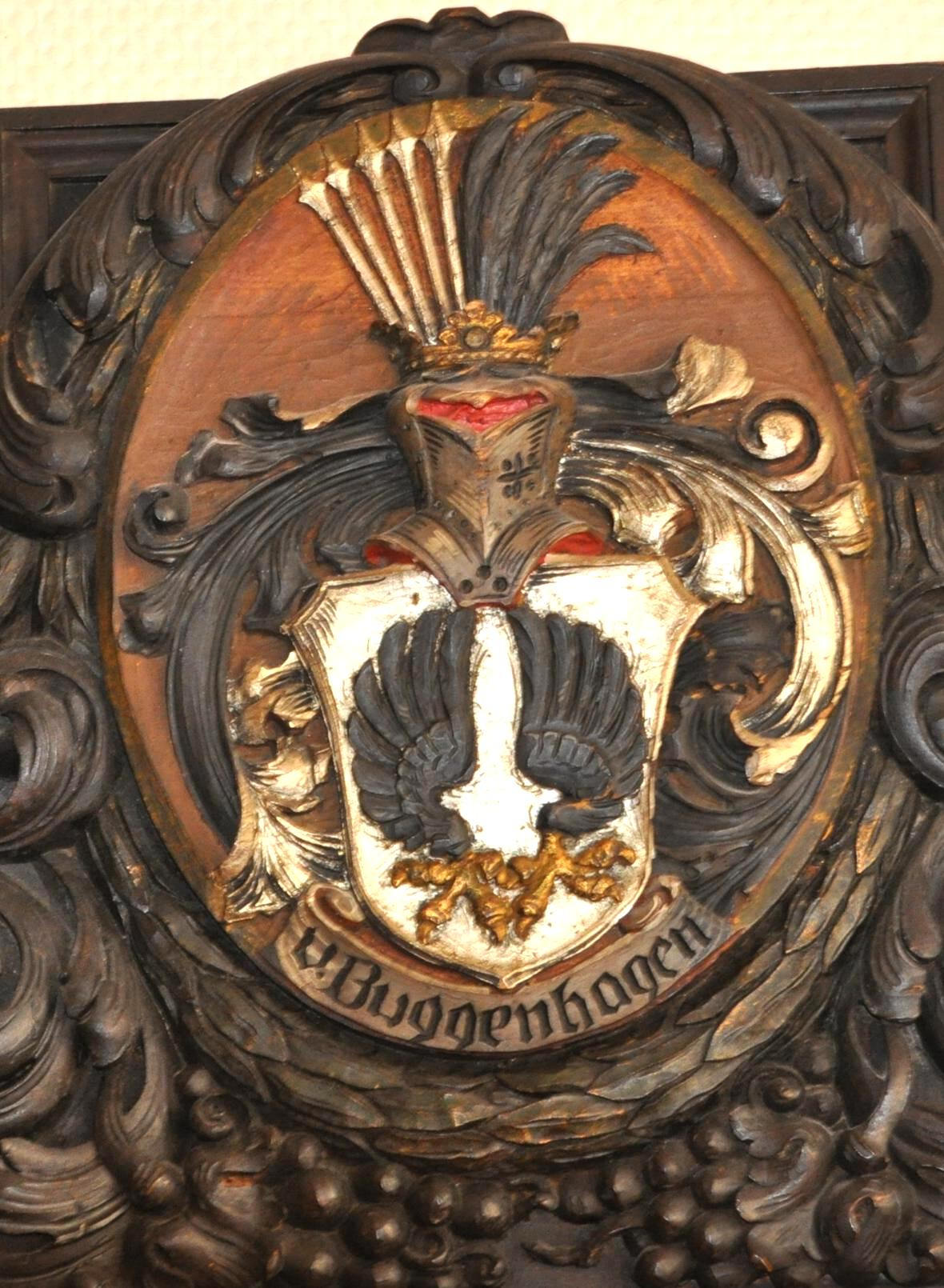
Wappen der Familie von Buggenhagen im Kreishaus Greifswald

### Familienwappen
Das Wappen zeigt in Silber zwei einander zugekehrte schwarzgeflügelte goldene Adlerklauen. Auf dem Helm mit schwarz-silbernen Helmdecken ein Busch silberner Straußen- und schwarzer Hahnenfedern.
Im Wappenfries des Kreishauses des Landkreises Greifswald steht das Wappen derer von Buggenhagen an besonderer Stelle, das Kreistagsmitglied Degen I. von Buggenhagen war von 1868 bis 1886(+) Vorsitzender des Kreisvereins und damit wohl sowas wie Vorsteher des Kreistages.

### Wappengeschichte
Das Wappen erscheint schon früh auf Abdrücken von Petschaften. In Johann Siebmachers Wappenbuch Tafel 178 von 1605 wird die Familie bei den Märkischen Geschlechtern geführt. Den Helm bedeckt eine schwarz-silberne Helmwulst aus der vier silberne Straußenfedern aufsteigen, die sich auch auf Abdrücken von neueren Petschaften mehrfach finden. In Band 3 des Wappenbuches Tafel 165 (1703) gibt dagegen Siebmacher dreierlei Federn an. In der Mitte eine schwarze Straußenfeder, rechts fünf nach außen gekrümmte, schwarze Reiherfedern und links drei kurze, über sich gekehrte, silberne Federn. Auch diese Helmzier zeigen Abdrücke von Petschaften.
In Johannes Micraelius Sechs Bücher vom alten Pommernland S. 473 (1639–1640) führen die Buggenhagen zwei Falkenflügel auf zwei Falkenfüßen und auf dem Helm dreierlei Federn, als Strauß-, Reiher- und Fuckenfedern und ein Bäumlein dazwischen (welches letztere einzig Micraelius angegeben hat). Nach Leopold von Zedlitz-Neukirch Neues Preussisches Adels-Lexicon führt die Familie im silbernen Schild zwei schwarze Falkenflügel auf gelben Füßen. Auf dem Helm zweierlei Federn, die zur rechten abgestutzt, die zur linken rund, sich zu einem Bogen biegend.
Bei Julius Theodor Bagmihl Pommersches Wappenbuch zeigt das Wappen im silbernen Feld auf zwei goldenen Falkenfüßen zwei schwarze Falkenflügel so aufgerichtet, dass ihre Sachsen gegeneinander gekehrt sind. Auf dem Helm über einem schwarz-silbernen Wulst sechs Federn, von denen die drei zur rechten geradeaufstehen weiß, die anderen zur linken schwarz und nach außen gebogen sind. Die Helmdecken sind schwarz-silbern. Nach Bagmihl ist dieses Wappen übereinstimmend mit einem Siegel von Wedege Buggenhagen auf einer Urkunde von 1409. Ein neuerer Siegelabdruck eines Herren von Buggenhagen auf Willerswalde zeigt über dem mit einem Wulst bedeckten Helm zur rechten fünf über sich gekehrte Spießchen ähnliche Figuren und zur linken fünf nach außen gebogene Reiherfedern.
Wappenvarianten in Johann Siebmachers neuen Wappenbüchern

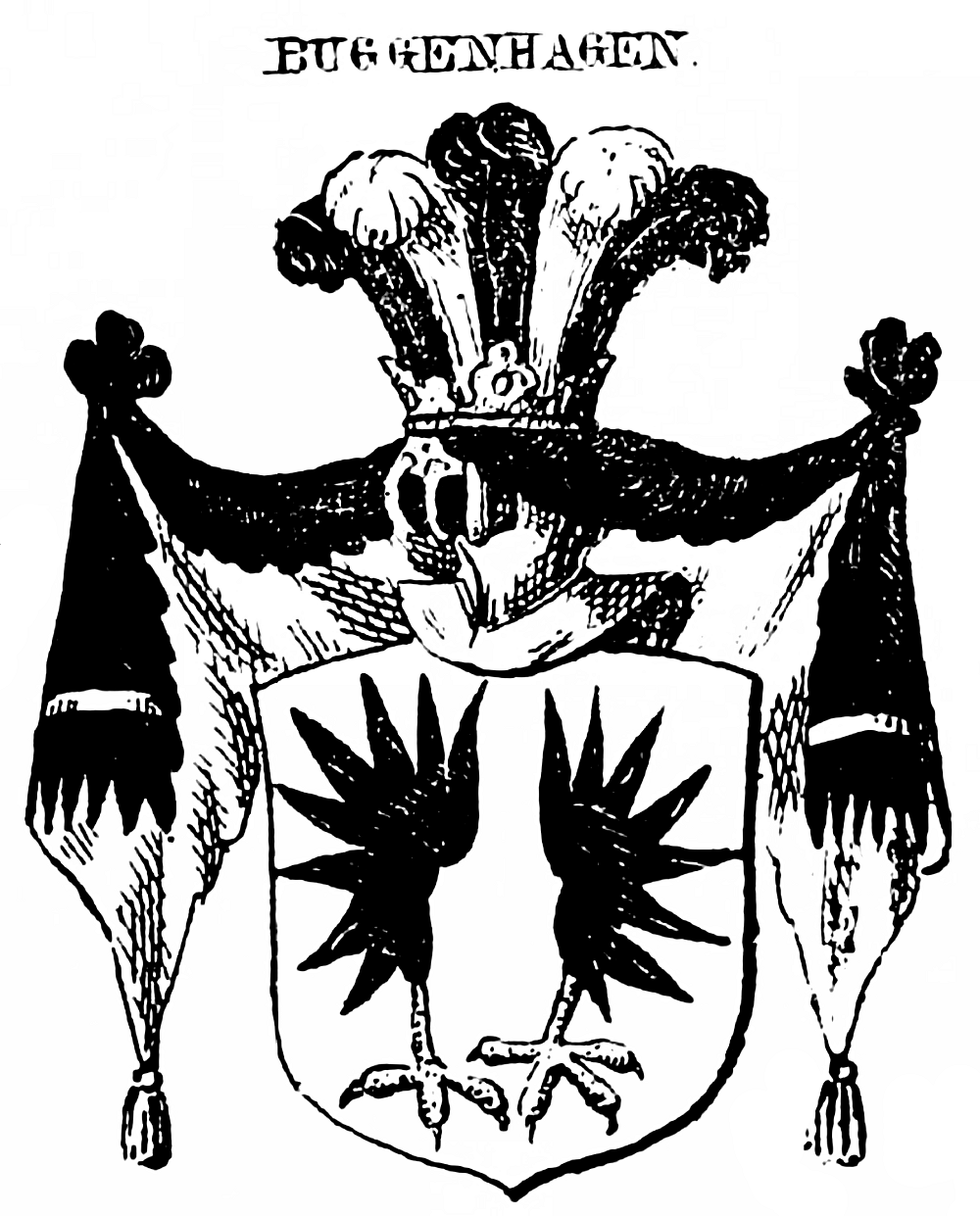
1878 Pommern/Preußen
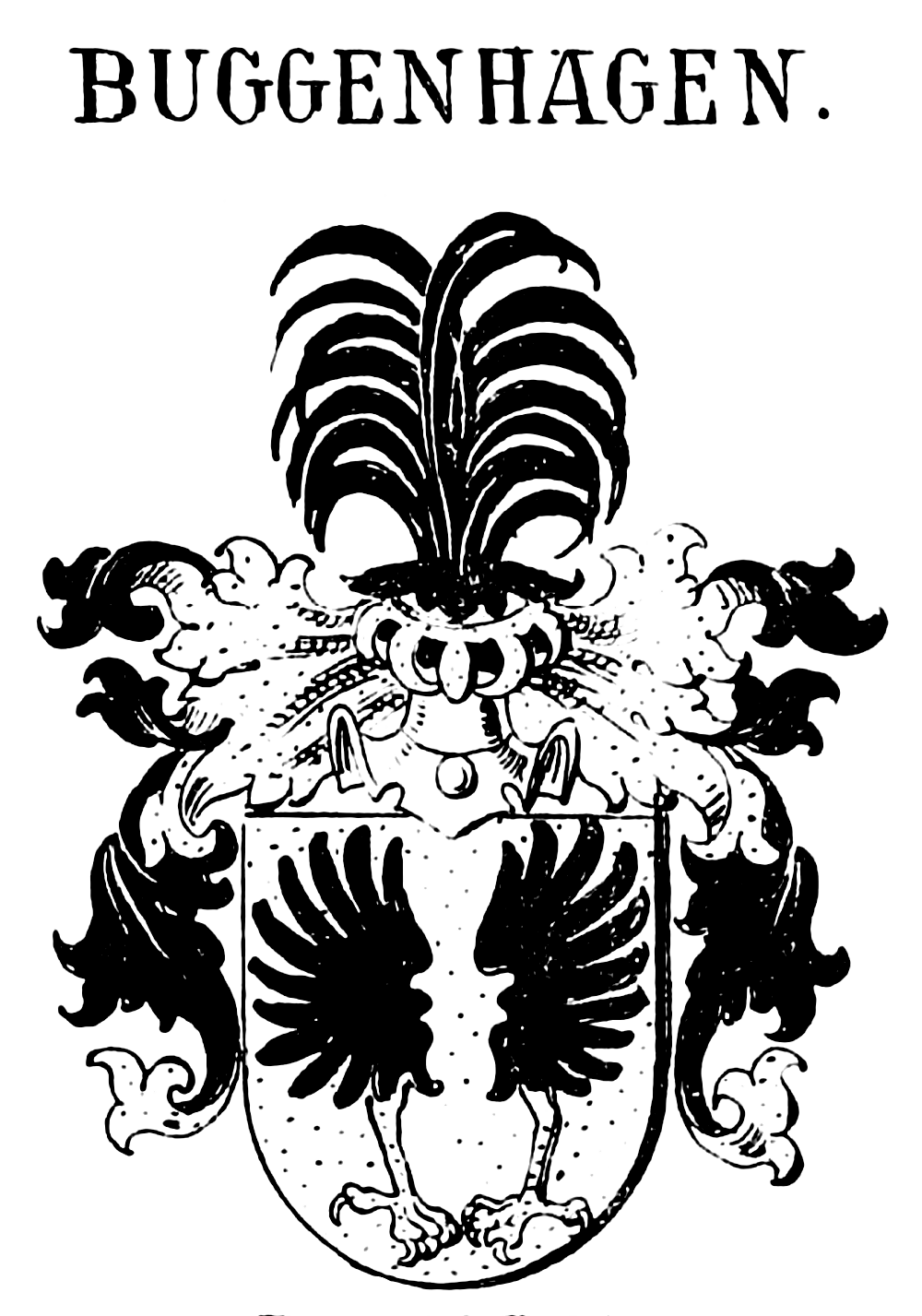
1902 Mecklenburg
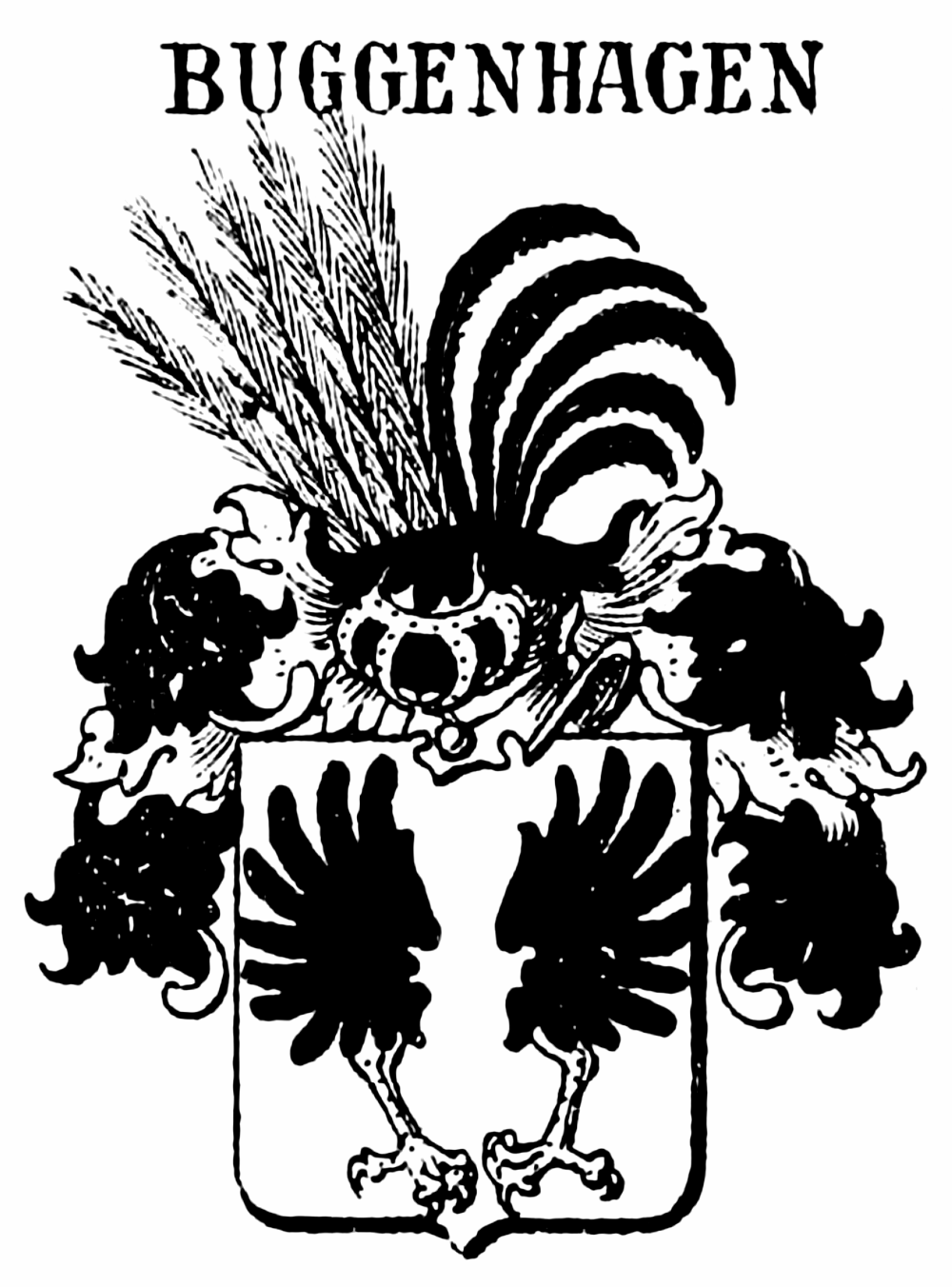
1906 Preußen

Nach Ernst Heinrich Kneschke Die Wappen der deutschen freiherrlichen und adeligen Familien. Band 1, S. 76–77 (1855) lautete die Blasonierung des Wappens: „Im silbernen Schilde auf zwei goldenen Falkenfüssen zwei schwarze, so aufgerichtete Falkenflügel, dass die Sachsen derselben einwärts gegen einander und die Schwingen auswärts stehen. Auf dem Schilde steht ein mit einem von Silber und Schwarz vierfach gewundenen Wulste bedeckter Helm, aus welchem sechs Federn aufsteigen, von welchen drei zur Rechten silbern sind und gerade aufstehen, drei schwarze aber zur Linken nach aussen gebogen sind. Die Helmdecken sind schwarz und silbern.“

## Namensträger
- Andreas Buggenhagen (* 1583; † 1652), pommerscher Landmarschall und mecklenburg-güstrowscher Hofmarschall
- Degener Buggenhagen († 1420), Erblandmarschall des Herzogtums Pommern
- Bernd Buggenhagen, 1606 Marschall des Fürstentums Barth[23]
- Jürgen Ernst von Buggenhagen (* 1715; † 1784), Königlich Schwedischer Landrat und Kurator der Universität Greifswald
- Ernst Christoph von Buggenhagen (* 1753; † 1816), Landrat in Schwedisch-Pommern und Kurator der Universität Greifswald
- Julius Ernst von Buggenhagen (* 1736; † 1806), preußischer Kammerpräsident und Staatsminister
- Julius Heinrich von Buggenhagen (* 1768; † 1827), preußischer Kriegs- und Domänenrat, Staatsminister und Landrat
- Degener Bernhard Leonhard Ludwig von Buggenhagen (* 1817; † 1886), Königlich Preußischer Kammerherr, seit 1856 Mitglied des Landes-Ökonomie-Collegii in Berlin
- Hans-Detlof von Buggenhagen (* 1879; † 1943),[24] Fideikommissherr auf Buggenhagen, Rechtsritter[25] des Johanniterordens